# Vitali Holostenco
Vitali Holostenco sau Holostenko (în alfabetul chirilic Виталий Холостенко) (n. aprox. 1900, Basarabia — d. 1937, URSS) a fost un politician comunist român de origine ucraineană.
A fost secretar general al Partidului Comunist din România (1927-1931). Identitatea sa etnică de ucrainean a reprezentat în timpul mandatului său un punct de conflict între acesta și restul membrilor partidului.
A utilizat pseudonimele de Barbu și Petrulescu. A fost executat în cadrul epurărilor staliniste.